# Архимандрит Арсеније (Цветковић)
Арсеније (световно Арса Цветковић; Вујиновача, код Ваљева, 26. фебруар 1953 — Заграђе, 21. октобра 2013) био је архимандрит Српске православне цркве и игуман Манастира Каоне.

## Биографија
Архимандрит Арсеније (Цветковић) рођен је 26. фебруара 1953. године у селу Вујиновача код Ваљева. Крштено му име било Арса, основне школу завршио је у свом месту рођења.
Замонашен је 3. јануара 1973. године у Манастиру Пустињи добивши име Арсеније од епископа шабачко-ваљевскога Јована Велимировића. Рукоположен је за јерођакона 20. септембра 1974. а у чин јеромонаха 4. августа 1989. године од епископа Лаврентија.
У Манастир Каону код Владимираца долази 2. јула 1990. године где одлуком тадашњег епископа шабачко-ваљевскога Лаврентија Трифуновића, 5. маја 2003. године бива постављен за трећега игумана Манастира Каоне.
Упокојио се у Господу 21. октобра 2013. године у Заграђу код Горњег Милановца а сахрањен је 23. октобра у Манастиру Каони уз присуство епископа шабачкога Лаврентија, ваљевскога Милутина и шумадијскога Јована уз саслужење свештеномонаха.